# NGC 7563
NGC 7563 is een balkspiraalstelsel in het sterrenbeeld Pegasus. Het hemelobject werd op 19 oktober 1784 ontdekt door de Duits-Britse astronoom William Herschel.

## Synoniemen
- UGC 12465
- MCG 2-59-15
- ZWG 431.29
- PGC 70872